# Dornier Do 635
Dornier Do 635 — дальній розвідувальний літак, що розроблявся на базі Do 335 компанії Dornier.
На основі наказу Верховного командування Люфтваффе почали розробляти 1944 літак дальньої розвідки з дальністю польоту понад 7500 км. Пропонувалось для пришвидшення і полегшення побудови створити прототипи нового розвідувального літака шляхом об'єднання двох існуючих літаків Heinkel He 111 Z, Dornier Do 335 B. У лівому корпусі повинен був знаходитись пілот, у правому оператор розвідувальних систем. Літаки не несли озброєння крім 5 маркерних бомб вагою загальною вагою 60 кг. Були прийняті проєкти He P.1075 (He 635), Do 635 → Junkers Ju 635, жоден з яких не був реалізований у вигляді прототипу до кінця Другої світової війни. Через погіршення ситуації на фронті у лютому 1945 проєкти зупинили.
Оскільки Dornier не мав відповідного досвіду проєктування, то проєкт Dornier 335Z (Z - Zwilling, двійний) почав допомагати розробляти Junkers. Після зустрічі інженерів двох компаній професор Гайнріх Гертель заявив, що на базі Do 335 через значну кількість доробок літак буде готовий до кінця 1945, і запропонував використовувати елементи розробок Юнкерс і можливість виготовлення прототипу у лютому 1945. Міністерство авіації замовило 4 прототипи і 6 літаків Ju 635. У ньому використовувались два корпуси Do 335, дві камери Rb 50/30 (одна камера і 250 л бак). Екіпаж повинен був складатись з 3 осіб (пілот-радист, пілот), можливо, 4 (пілот-радист, пілот-штурман). Для старту могли використовувати ракетні прискорювачі  Walter. Наприкінці 1944 Ju 635 був представлений японцям, які були вражені його можливостями,проте не виявили зацікавленості. На початку 1945 модель випробували у аеродинамічній трубі, виготовлені дерев'яні макети, але 5 травня 1945 усі роботи були зупинені.

## Тактико-технічні характеристики
- Довжина: 13,85 м
- Розмах крил: 27,43 м
- Висота: 5 м
- Вага: 32,900 кг
- Дальність: 7600 км